# ستاره اورشلیم
ستاره اورشلیم، گل راعی، علف چای، هوفاریقون یا گل شهناز (نام علمی: Hypericum calycinum) گیاه بوته‌ای شکلی است که به صورت گسترده و به خاطر گل‌های زرد و بزرگش کشت می‌شود. این گیاه زینتی در استرالیا و بریتانیا به رز شارون معروف است این در حالی است که در آمریکای شمالی، رز شارون به ختمی سوریه‌ای درختی (گیاهی از راسته‌ای دیگر) گفته می‌شود. مصرف گل راعی فقط برای افراد بزرگ‌سال است، علاوه بر این نباید این گیاه را بدون نظر متخصص بیش از پانزده روز مداوم مصرف کرد. این گیاه خواص ضدافسردگی دارد.